# 芒特艾達鎮區 (阿肯色州蒙哥馬利縣)
芒特艾達鎮區（英語：Mount Ida Township）是位於美國阿肯色州蒙哥馬利縣的一個行政鎮區。

## 地方資料
芒特艾達鎮區的面積為295.56平方千米，當中陸地面積為272.19平方千米，而水域面積為23.37平方千米。根據2010年美國人口普查的數據，當地共有人口2138人，而人口密度為每平方千米7.23人。